# Фианкеттирование
|   | a | b | c | d | e | f | g | h |   |
| - | --- | --- | --- | --- | --- | --- | --- | --- | - |
| 8 | a8 чёрная ладья · c8 чёрный слон · d8 чёрный ферзь · e8 чёрный король · f8 чёрный слон · h8 чёрная ладья · a7 чёрная пешка · b7 чёрная пешка · c7 чёрная пешка · d7 чёрный конь · f7 чёрная пешка · g7 чёрная пешка · h7 чёрная пешка · e6 чёрная пешка · f6 чёрный конь · d5 чёрная пешка · c4 белая пешка · d4 белая пешка · f3 белый конь · g3 белая пешка · a2 белая пешка · b2 белая пешка · e2 белая пешка · f2 белая пешка · g2 белый слон · h2 белая пешка · a1 белая ладья · b1 белый конь · c1 белый слон · d1 белый ферзь · e1 белый король · h1 белая ладья | a8 чёрная ладья · c8 чёрный слон · d8 чёрный ферзь · e8 чёрный король · f8 чёрный слон · h8 чёрная ладья · a7 чёрная пешка · b7 чёрная пешка · c7 чёрная пешка · d7 чёрный конь · f7 чёрная пешка · g7 чёрная пешка · h7 чёрная пешка · e6 чёрная пешка · f6 чёрный конь · d5 чёрная пешка · c4 белая пешка · d4 белая пешка · f3 белый конь · g3 белая пешка · a2 белая пешка · b2 белая пешка · e2 белая пешка · f2 белая пешка · g2 белый слон · h2 белая пешка · a1 белая ладья · b1 белый конь · c1 белый слон · d1 белый ферзь · e1 белый король · h1 белая ладья | a8 чёрная ладья · c8 чёрный слон · d8 чёрный ферзь · e8 чёрный король · f8 чёрный слон · h8 чёрная ладья · a7 чёрная пешка · b7 чёрная пешка · c7 чёрная пешка · d7 чёрный конь · f7 чёрная пешка · g7 чёрная пешка · h7 чёрная пешка · e6 чёрная пешка · f6 чёрный конь · d5 чёрная пешка · c4 белая пешка · d4 белая пешка · f3 белый конь · g3 белая пешка · a2 белая пешка · b2 белая пешка · e2 белая пешка · f2 белая пешка · g2 белый слон · h2 белая пешка · a1 белая ладья · b1 белый конь · c1 белый слон · d1 белый ферзь · e1 белый король · h1 белая ладья | a8 чёрная ладья · c8 чёрный слон · d8 чёрный ферзь · e8 чёрный король · f8 чёрный слон · h8 чёрная ладья · a7 чёрная пешка · b7 чёрная пешка · c7 чёрная пешка · d7 чёрный конь · f7 чёрная пешка · g7 чёрная пешка · h7 чёрная пешка · e6 чёрная пешка · f6 чёрный конь · d5 чёрная пешка · c4 белая пешка · d4 белая пешка · f3 белый конь · g3 белая пешка · a2 белая пешка · b2 белая пешка · e2 белая пешка · f2 белая пешка · g2 белый слон · h2 белая пешка · a1 белая ладья · b1 белый конь · c1 белый слон · d1 белый ферзь · e1 белый король · h1 белая ладья | a8 чёрная ладья · c8 чёрный слон · d8 чёрный ферзь · e8 чёрный король · f8 чёрный слон · h8 чёрная ладья · a7 чёрная пешка · b7 чёрная пешка · c7 чёрная пешка · d7 чёрный конь · f7 чёрная пешка · g7 чёрная пешка · h7 чёрная пешка · e6 чёрная пешка · f6 чёрный конь · d5 чёрная пешка · c4 белая пешка · d4 белая пешка · f3 белый конь · g3 белая пешка · a2 белая пешка · b2 белая пешка · e2 белая пешка · f2 белая пешка · g2 белый слон · h2 белая пешка · a1 белая ладья · b1 белый конь · c1 белый слон · d1 белый ферзь · e1 белый король · h1 белая ладья | a8 чёрная ладья · c8 чёрный слон · d8 чёрный ферзь · e8 чёрный король · f8 чёрный слон · h8 чёрная ладья · a7 чёрная пешка · b7 чёрная пешка · c7 чёрная пешка · d7 чёрный конь · f7 чёрная пешка · g7 чёрная пешка · h7 чёрная пешка · e6 чёрная пешка · f6 чёрный конь · d5 чёрная пешка · c4 белая пешка · d4 белая пешка · f3 белый конь · g3 белая пешка · a2 белая пешка · b2 белая пешка · e2 белая пешка · f2 белая пешка · g2 белый слон · h2 белая пешка · a1 белая ладья · b1 белый конь · c1 белый слон · d1 белый ферзь · e1 белый король · h1 белая ладья | a8 чёрная ладья · c8 чёрный слон · d8 чёрный ферзь · e8 чёрный король · f8 чёрный слон · h8 чёрная ладья · a7 чёрная пешка · b7 чёрная пешка · c7 чёрная пешка · d7 чёрный конь · f7 чёрная пешка · g7 чёрная пешка · h7 чёрная пешка · e6 чёрная пешка · f6 чёрный конь · d5 чёрная пешка · c4 белая пешка · d4 белая пешка · f3 белый конь · g3 белая пешка · a2 белая пешка · b2 белая пешка · e2 белая пешка · f2 белая пешка · g2 белый слон · h2 белая пешка · a1 белая ладья · b1 белый конь · c1 белый слон · d1 белый ферзь · e1 белый король · h1 белая ладья | a8 чёрная ладья · c8 чёрный слон · d8 чёрный ферзь · e8 чёрный король · f8 чёрный слон · h8 чёрная ладья · a7 чёрная пешка · b7 чёрная пешка · c7 чёрная пешка · d7 чёрный конь · f7 чёрная пешка · g7 чёрная пешка · h7 чёрная пешка · e6 чёрная пешка · f6 чёрный конь · d5 чёрная пешка · c4 белая пешка · d4 белая пешка · f3 белый конь · g3 белая пешка · a2 белая пешка · b2 белая пешка · e2 белая пешка · f2 белая пешка · g2 белый слон · h2 белая пешка · a1 белая ладья · b1 белый конь · c1 белый слон · d1 белый ферзь · e1 белый король · h1 белая ладья | 8 |
| 7 | a8 чёрная ладья · c8 чёрный слон · d8 чёрный ферзь · e8 чёрный король · f8 чёрный слон · h8 чёрная ладья · a7 чёрная пешка · b7 чёрная пешка · c7 чёрная пешка · d7 чёрный конь · f7 чёрная пешка · g7 чёрная пешка · h7 чёрная пешка · e6 чёрная пешка · f6 чёрный конь · d5 чёрная пешка · c4 белая пешка · d4 белая пешка · f3 белый конь · g3 белая пешка · a2 белая пешка · b2 белая пешка · e2 белая пешка · f2 белая пешка · g2 белый слон · h2 белая пешка · a1 белая ладья · b1 белый конь · c1 белый слон · d1 белый ферзь · e1 белый король · h1 белая ладья | a8 чёрная ладья · c8 чёрный слон · d8 чёрный ферзь · e8 чёрный король · f8 чёрный слон · h8 чёрная ладья · a7 чёрная пешка · b7 чёрная пешка · c7 чёрная пешка · d7 чёрный конь · f7 чёрная пешка · g7 чёрная пешка · h7 чёрная пешка · e6 чёрная пешка · f6 чёрный конь · d5 чёрная пешка · c4 белая пешка · d4 белая пешка · f3 белый конь · g3 белая пешка · a2 белая пешка · b2 белая пешка · e2 белая пешка · f2 белая пешка · g2 белый слон · h2 белая пешка · a1 белая ладья · b1 белый конь · c1 белый слон · d1 белый ферзь · e1 белый король · h1 белая ладья | a8 чёрная ладья · c8 чёрный слон · d8 чёрный ферзь · e8 чёрный король · f8 чёрный слон · h8 чёрная ладья · a7 чёрная пешка · b7 чёрная пешка · c7 чёрная пешка · d7 чёрный конь · f7 чёрная пешка · g7 чёрная пешка · h7 чёрная пешка · e6 чёрная пешка · f6 чёрный конь · d5 чёрная пешка · c4 белая пешка · d4 белая пешка · f3 белый конь · g3 белая пешка · a2 белая пешка · b2 белая пешка · e2 белая пешка · f2 белая пешка · g2 белый слон · h2 белая пешка · a1 белая ладья · b1 белый конь · c1 белый слон · d1 белый ферзь · e1 белый король · h1 белая ладья | a8 чёрная ладья · c8 чёрный слон · d8 чёрный ферзь · e8 чёрный король · f8 чёрный слон · h8 чёрная ладья · a7 чёрная пешка · b7 чёрная пешка · c7 чёрная пешка · d7 чёрный конь · f7 чёрная пешка · g7 чёрная пешка · h7 чёрная пешка · e6 чёрная пешка · f6 чёрный конь · d5 чёрная пешка · c4 белая пешка · d4 белая пешка · f3 белый конь · g3 белая пешка · a2 белая пешка · b2 белая пешка · e2 белая пешка · f2 белая пешка · g2 белый слон · h2 белая пешка · a1 белая ладья · b1 белый конь · c1 белый слон · d1 белый ферзь · e1 белый король · h1 белая ладья | a8 чёрная ладья · c8 чёрный слон · d8 чёрный ферзь · e8 чёрный король · f8 чёрный слон · h8 чёрная ладья · a7 чёрная пешка · b7 чёрная пешка · c7 чёрная пешка · d7 чёрный конь · f7 чёрная пешка · g7 чёрная пешка · h7 чёрная пешка · e6 чёрная пешка · f6 чёрный конь · d5 чёрная пешка · c4 белая пешка · d4 белая пешка · f3 белый конь · g3 белая пешка · a2 белая пешка · b2 белая пешка · e2 белая пешка · f2 белая пешка · g2 белый слон · h2 белая пешка · a1 белая ладья · b1 белый конь · c1 белый слон · d1 белый ферзь · e1 белый король · h1 белая ладья | a8 чёрная ладья · c8 чёрный слон · d8 чёрный ферзь · e8 чёрный король · f8 чёрный слон · h8 чёрная ладья · a7 чёрная пешка · b7 чёрная пешка · c7 чёрная пешка · d7 чёрный конь · f7 чёрная пешка · g7 чёрная пешка · h7 чёрная пешка · e6 чёрная пешка · f6 чёрный конь · d5 чёрная пешка · c4 белая пешка · d4 белая пешка · f3 белый конь · g3 белая пешка · a2 белая пешка · b2 белая пешка · e2 белая пешка · f2 белая пешка · g2 белый слон · h2 белая пешка · a1 белая ладья · b1 белый конь · c1 белый слон · d1 белый ферзь · e1 белый король · h1 белая ладья | a8 чёрная ладья · c8 чёрный слон · d8 чёрный ферзь · e8 чёрный король · f8 чёрный слон · h8 чёрная ладья · a7 чёрная пешка · b7 чёрная пешка · c7 чёрная пешка · d7 чёрный конь · f7 чёрная пешка · g7 чёрная пешка · h7 чёрная пешка · e6 чёрная пешка · f6 чёрный конь · d5 чёрная пешка · c4 белая пешка · d4 белая пешка · f3 белый конь · g3 белая пешка · a2 белая пешка · b2 белая пешка · e2 белая пешка · f2 белая пешка · g2 белый слон · h2 белая пешка · a1 белая ладья · b1 белый конь · c1 белый слон · d1 белый ферзь · e1 белый король · h1 белая ладья | a8 чёрная ладья · c8 чёрный слон · d8 чёрный ферзь · e8 чёрный король · f8 чёрный слон · h8 чёрная ладья · a7 чёрная пешка · b7 чёрная пешка · c7 чёрная пешка · d7 чёрный конь · f7 чёрная пешка · g7 чёрная пешка · h7 чёрная пешка · e6 чёрная пешка · f6 чёрный конь · d5 чёрная пешка · c4 белая пешка · d4 белая пешка · f3 белый конь · g3 белая пешка · a2 белая пешка · b2 белая пешка · e2 белая пешка · f2 белая пешка · g2 белый слон · h2 белая пешка · a1 белая ладья · b1 белый конь · c1 белый слон · d1 белый ферзь · e1 белый король · h1 белая ладья | 7 |
| 6 | a8 чёрная ладья · c8 чёрный слон · d8 чёрный ферзь · e8 чёрный король · f8 чёрный слон · h8 чёрная ладья · a7 чёрная пешка · b7 чёрная пешка · c7 чёрная пешка · d7 чёрный конь · f7 чёрная пешка · g7 чёрная пешка · h7 чёрная пешка · e6 чёрная пешка · f6 чёрный конь · d5 чёрная пешка · c4 белая пешка · d4 белая пешка · f3 белый конь · g3 белая пешка · a2 белая пешка · b2 белая пешка · e2 белая пешка · f2 белая пешка · g2 белый слон · h2 белая пешка · a1 белая ладья · b1 белый конь · c1 белый слон · d1 белый ферзь · e1 белый король · h1 белая ладья | a8 чёрная ладья · c8 чёрный слон · d8 чёрный ферзь · e8 чёрный король · f8 чёрный слон · h8 чёрная ладья · a7 чёрная пешка · b7 чёрная пешка · c7 чёрная пешка · d7 чёрный конь · f7 чёрная пешка · g7 чёрная пешка · h7 чёрная пешка · e6 чёрная пешка · f6 чёрный конь · d5 чёрная пешка · c4 белая пешка · d4 белая пешка · f3 белый конь · g3 белая пешка · a2 белая пешка · b2 белая пешка · e2 белая пешка · f2 белая пешка · g2 белый слон · h2 белая пешка · a1 белая ладья · b1 белый конь · c1 белый слон · d1 белый ферзь · e1 белый король · h1 белая ладья | a8 чёрная ладья · c8 чёрный слон · d8 чёрный ферзь · e8 чёрный король · f8 чёрный слон · h8 чёрная ладья · a7 чёрная пешка · b7 чёрная пешка · c7 чёрная пешка · d7 чёрный конь · f7 чёрная пешка · g7 чёрная пешка · h7 чёрная пешка · e6 чёрная пешка · f6 чёрный конь · d5 чёрная пешка · c4 белая пешка · d4 белая пешка · f3 белый конь · g3 белая пешка · a2 белая пешка · b2 белая пешка · e2 белая пешка · f2 белая пешка · g2 белый слон · h2 белая пешка · a1 белая ладья · b1 белый конь · c1 белый слон · d1 белый ферзь · e1 белый король · h1 белая ладья | a8 чёрная ладья · c8 чёрный слон · d8 чёрный ферзь · e8 чёрный король · f8 чёрный слон · h8 чёрная ладья · a7 чёрная пешка · b7 чёрная пешка · c7 чёрная пешка · d7 чёрный конь · f7 чёрная пешка · g7 чёрная пешка · h7 чёрная пешка · e6 чёрная пешка · f6 чёрный конь · d5 чёрная пешка · c4 белая пешка · d4 белая пешка · f3 белый конь · g3 белая пешка · a2 белая пешка · b2 белая пешка · e2 белая пешка · f2 белая пешка · g2 белый слон · h2 белая пешка · a1 белая ладья · b1 белый конь · c1 белый слон · d1 белый ферзь · e1 белый король · h1 белая ладья | a8 чёрная ладья · c8 чёрный слон · d8 чёрный ферзь · e8 чёрный король · f8 чёрный слон · h8 чёрная ладья · a7 чёрная пешка · b7 чёрная пешка · c7 чёрная пешка · d7 чёрный конь · f7 чёрная пешка · g7 чёрная пешка · h7 чёрная пешка · e6 чёрная пешка · f6 чёрный конь · d5 чёрная пешка · c4 белая пешка · d4 белая пешка · f3 белый конь · g3 белая пешка · a2 белая пешка · b2 белая пешка · e2 белая пешка · f2 белая пешка · g2 белый слон · h2 белая пешка · a1 белая ладья · b1 белый конь · c1 белый слон · d1 белый ферзь · e1 белый король · h1 белая ладья | a8 чёрная ладья · c8 чёрный слон · d8 чёрный ферзь · e8 чёрный король · f8 чёрный слон · h8 чёрная ладья · a7 чёрная пешка · b7 чёрная пешка · c7 чёрная пешка · d7 чёрный конь · f7 чёрная пешка · g7 чёрная пешка · h7 чёрная пешка · e6 чёрная пешка · f6 чёрный конь · d5 чёрная пешка · c4 белая пешка · d4 белая пешка · f3 белый конь · g3 белая пешка · a2 белая пешка · b2 белая пешка · e2 белая пешка · f2 белая пешка · g2 белый слон · h2 белая пешка · a1 белая ладья · b1 белый конь · c1 белый слон · d1 белый ферзь · e1 белый король · h1 белая ладья | a8 чёрная ладья · c8 чёрный слон · d8 чёрный ферзь · e8 чёрный король · f8 чёрный слон · h8 чёрная ладья · a7 чёрная пешка · b7 чёрная пешка · c7 чёрная пешка · d7 чёрный конь · f7 чёрная пешка · g7 чёрная пешка · h7 чёрная пешка · e6 чёрная пешка · f6 чёрный конь · d5 чёрная пешка · c4 белая пешка · d4 белая пешка · f3 белый конь · g3 белая пешка · a2 белая пешка · b2 белая пешка · e2 белая пешка · f2 белая пешка · g2 белый слон · h2 белая пешка · a1 белая ладья · b1 белый конь · c1 белый слон · d1 белый ферзь · e1 белый король · h1 белая ладья | a8 чёрная ладья · c8 чёрный слон · d8 чёрный ферзь · e8 чёрный король · f8 чёрный слон · h8 чёрная ладья · a7 чёрная пешка · b7 чёрная пешка · c7 чёрная пешка · d7 чёрный конь · f7 чёрная пешка · g7 чёрная пешка · h7 чёрная пешка · e6 чёрная пешка · f6 чёрный конь · d5 чёрная пешка · c4 белая пешка · d4 белая пешка · f3 белый конь · g3 белая пешка · a2 белая пешка · b2 белая пешка · e2 белая пешка · f2 белая пешка · g2 белый слон · h2 белая пешка · a1 белая ладья · b1 белый конь · c1 белый слон · d1 белый ферзь · e1 белый король · h1 белая ладья | 6 |
| 5 | a8 чёрная ладья · c8 чёрный слон · d8 чёрный ферзь · e8 чёрный король · f8 чёрный слон · h8 чёрная ладья · a7 чёрная пешка · b7 чёрная пешка · c7 чёрная пешка · d7 чёрный конь · f7 чёрная пешка · g7 чёрная пешка · h7 чёрная пешка · e6 чёрная пешка · f6 чёрный конь · d5 чёрная пешка · c4 белая пешка · d4 белая пешка · f3 белый конь · g3 белая пешка · a2 белая пешка · b2 белая пешка · e2 белая пешка · f2 белая пешка · g2 белый слон · h2 белая пешка · a1 белая ладья · b1 белый конь · c1 белый слон · d1 белый ферзь · e1 белый король · h1 белая ладья | a8 чёрная ладья · c8 чёрный слон · d8 чёрный ферзь · e8 чёрный король · f8 чёрный слон · h8 чёрная ладья · a7 чёрная пешка · b7 чёрная пешка · c7 чёрная пешка · d7 чёрный конь · f7 чёрная пешка · g7 чёрная пешка · h7 чёрная пешка · e6 чёрная пешка · f6 чёрный конь · d5 чёрная пешка · c4 белая пешка · d4 белая пешка · f3 белый конь · g3 белая пешка · a2 белая пешка · b2 белая пешка · e2 белая пешка · f2 белая пешка · g2 белый слон · h2 белая пешка · a1 белая ладья · b1 белый конь · c1 белый слон · d1 белый ферзь · e1 белый король · h1 белая ладья | a8 чёрная ладья · c8 чёрный слон · d8 чёрный ферзь · e8 чёрный король · f8 чёрный слон · h8 чёрная ладья · a7 чёрная пешка · b7 чёрная пешка · c7 чёрная пешка · d7 чёрный конь · f7 чёрная пешка · g7 чёрная пешка · h7 чёрная пешка · e6 чёрная пешка · f6 чёрный конь · d5 чёрная пешка · c4 белая пешка · d4 белая пешка · f3 белый конь · g3 белая пешка · a2 белая пешка · b2 белая пешка · e2 белая пешка · f2 белая пешка · g2 белый слон · h2 белая пешка · a1 белая ладья · b1 белый конь · c1 белый слон · d1 белый ферзь · e1 белый король · h1 белая ладья | a8 чёрная ладья · c8 чёрный слон · d8 чёрный ферзь · e8 чёрный король · f8 чёрный слон · h8 чёрная ладья · a7 чёрная пешка · b7 чёрная пешка · c7 чёрная пешка · d7 чёрный конь · f7 чёрная пешка · g7 чёрная пешка · h7 чёрная пешка · e6 чёрная пешка · f6 чёрный конь · d5 чёрная пешка · c4 белая пешка · d4 белая пешка · f3 белый конь · g3 белая пешка · a2 белая пешка · b2 белая пешка · e2 белая пешка · f2 белая пешка · g2 белый слон · h2 белая пешка · a1 белая ладья · b1 белый конь · c1 белый слон · d1 белый ферзь · e1 белый король · h1 белая ладья | a8 чёрная ладья · c8 чёрный слон · d8 чёрный ферзь · e8 чёрный король · f8 чёрный слон · h8 чёрная ладья · a7 чёрная пешка · b7 чёрная пешка · c7 чёрная пешка · d7 чёрный конь · f7 чёрная пешка · g7 чёрная пешка · h7 чёрная пешка · e6 чёрная пешка · f6 чёрный конь · d5 чёрная пешка · c4 белая пешка · d4 белая пешка · f3 белый конь · g3 белая пешка · a2 белая пешка · b2 белая пешка · e2 белая пешка · f2 белая пешка · g2 белый слон · h2 белая пешка · a1 белая ладья · b1 белый конь · c1 белый слон · d1 белый ферзь · e1 белый король · h1 белая ладья | a8 чёрная ладья · c8 чёрный слон · d8 чёрный ферзь · e8 чёрный король · f8 чёрный слон · h8 чёрная ладья · a7 чёрная пешка · b7 чёрная пешка · c7 чёрная пешка · d7 чёрный конь · f7 чёрная пешка · g7 чёрная пешка · h7 чёрная пешка · e6 чёрная пешка · f6 чёрный конь · d5 чёрная пешка · c4 белая пешка · d4 белая пешка · f3 белый конь · g3 белая пешка · a2 белая пешка · b2 белая пешка · e2 белая пешка · f2 белая пешка · g2 белый слон · h2 белая пешка · a1 белая ладья · b1 белый конь · c1 белый слон · d1 белый ферзь · e1 белый король · h1 белая ладья | a8 чёрная ладья · c8 чёрный слон · d8 чёрный ферзь · e8 чёрный король · f8 чёрный слон · h8 чёрная ладья · a7 чёрная пешка · b7 чёрная пешка · c7 чёрная пешка · d7 чёрный конь · f7 чёрная пешка · g7 чёрная пешка · h7 чёрная пешка · e6 чёрная пешка · f6 чёрный конь · d5 чёрная пешка · c4 белая пешка · d4 белая пешка · f3 белый конь · g3 белая пешка · a2 белая пешка · b2 белая пешка · e2 белая пешка · f2 белая пешка · g2 белый слон · h2 белая пешка · a1 белая ладья · b1 белый конь · c1 белый слон · d1 белый ферзь · e1 белый король · h1 белая ладья | a8 чёрная ладья · c8 чёрный слон · d8 чёрный ферзь · e8 чёрный король · f8 чёрный слон · h8 чёрная ладья · a7 чёрная пешка · b7 чёрная пешка · c7 чёрная пешка · d7 чёрный конь · f7 чёрная пешка · g7 чёрная пешка · h7 чёрная пешка · e6 чёрная пешка · f6 чёрный конь · d5 чёрная пешка · c4 белая пешка · d4 белая пешка · f3 белый конь · g3 белая пешка · a2 белая пешка · b2 белая пешка · e2 белая пешка · f2 белая пешка · g2 белый слон · h2 белая пешка · a1 белая ладья · b1 белый конь · c1 белый слон · d1 белый ферзь · e1 белый король · h1 белая ладья | 5 |
| 4 | a8 чёрная ладья · c8 чёрный слон · d8 чёрный ферзь · e8 чёрный король · f8 чёрный слон · h8 чёрная ладья · a7 чёрная пешка · b7 чёрная пешка · c7 чёрная пешка · d7 чёрный конь · f7 чёрная пешка · g7 чёрная пешка · h7 чёрная пешка · e6 чёрная пешка · f6 чёрный конь · d5 чёрная пешка · c4 белая пешка · d4 белая пешка · f3 белый конь · g3 белая пешка · a2 белая пешка · b2 белая пешка · e2 белая пешка · f2 белая пешка · g2 белый слон · h2 белая пешка · a1 белая ладья · b1 белый конь · c1 белый слон · d1 белый ферзь · e1 белый король · h1 белая ладья | a8 чёрная ладья · c8 чёрный слон · d8 чёрный ферзь · e8 чёрный король · f8 чёрный слон · h8 чёрная ладья · a7 чёрная пешка · b7 чёрная пешка · c7 чёрная пешка · d7 чёрный конь · f7 чёрная пешка · g7 чёрная пешка · h7 чёрная пешка · e6 чёрная пешка · f6 чёрный конь · d5 чёрная пешка · c4 белая пешка · d4 белая пешка · f3 белый конь · g3 белая пешка · a2 белая пешка · b2 белая пешка · e2 белая пешка · f2 белая пешка · g2 белый слон · h2 белая пешка · a1 белая ладья · b1 белый конь · c1 белый слон · d1 белый ферзь · e1 белый король · h1 белая ладья | a8 чёрная ладья · c8 чёрный слон · d8 чёрный ферзь · e8 чёрный король · f8 чёрный слон · h8 чёрная ладья · a7 чёрная пешка · b7 чёрная пешка · c7 чёрная пешка · d7 чёрный конь · f7 чёрная пешка · g7 чёрная пешка · h7 чёрная пешка · e6 чёрная пешка · f6 чёрный конь · d5 чёрная пешка · c4 белая пешка · d4 белая пешка · f3 белый конь · g3 белая пешка · a2 белая пешка · b2 белая пешка · e2 белая пешка · f2 белая пешка · g2 белый слон · h2 белая пешка · a1 белая ладья · b1 белый конь · c1 белый слон · d1 белый ферзь · e1 белый король · h1 белая ладья | a8 чёрная ладья · c8 чёрный слон · d8 чёрный ферзь · e8 чёрный король · f8 чёрный слон · h8 чёрная ладья · a7 чёрная пешка · b7 чёрная пешка · c7 чёрная пешка · d7 чёрный конь · f7 чёрная пешка · g7 чёрная пешка · h7 чёрная пешка · e6 чёрная пешка · f6 чёрный конь · d5 чёрная пешка · c4 белая пешка · d4 белая пешка · f3 белый конь · g3 белая пешка · a2 белая пешка · b2 белая пешка · e2 белая пешка · f2 белая пешка · g2 белый слон · h2 белая пешка · a1 белая ладья · b1 белый конь · c1 белый слон · d1 белый ферзь · e1 белый король · h1 белая ладья | a8 чёрная ладья · c8 чёрный слон · d8 чёрный ферзь · e8 чёрный король · f8 чёрный слон · h8 чёрная ладья · a7 чёрная пешка · b7 чёрная пешка · c7 чёрная пешка · d7 чёрный конь · f7 чёрная пешка · g7 чёрная пешка · h7 чёрная пешка · e6 чёрная пешка · f6 чёрный конь · d5 чёрная пешка · c4 белая пешка · d4 белая пешка · f3 белый конь · g3 белая пешка · a2 белая пешка · b2 белая пешка · e2 белая пешка · f2 белая пешка · g2 белый слон · h2 белая пешка · a1 белая ладья · b1 белый конь · c1 белый слон · d1 белый ферзь · e1 белый король · h1 белая ладья | a8 чёрная ладья · c8 чёрный слон · d8 чёрный ферзь · e8 чёрный король · f8 чёрный слон · h8 чёрная ладья · a7 чёрная пешка · b7 чёрная пешка · c7 чёрная пешка · d7 чёрный конь · f7 чёрная пешка · g7 чёрная пешка · h7 чёрная пешка · e6 чёрная пешка · f6 чёрный конь · d5 чёрная пешка · c4 белая пешка · d4 белая пешка · f3 белый конь · g3 белая пешка · a2 белая пешка · b2 белая пешка · e2 белая пешка · f2 белая пешка · g2 белый слон · h2 белая пешка · a1 белая ладья · b1 белый конь · c1 белый слон · d1 белый ферзь · e1 белый король · h1 белая ладья | a8 чёрная ладья · c8 чёрный слон · d8 чёрный ферзь · e8 чёрный король · f8 чёрный слон · h8 чёрная ладья · a7 чёрная пешка · b7 чёрная пешка · c7 чёрная пешка · d7 чёрный конь · f7 чёрная пешка · g7 чёрная пешка · h7 чёрная пешка · e6 чёрная пешка · f6 чёрный конь · d5 чёрная пешка · c4 белая пешка · d4 белая пешка · f3 белый конь · g3 белая пешка · a2 белая пешка · b2 белая пешка · e2 белая пешка · f2 белая пешка · g2 белый слон · h2 белая пешка · a1 белая ладья · b1 белый конь · c1 белый слон · d1 белый ферзь · e1 белый король · h1 белая ладья | a8 чёрная ладья · c8 чёрный слон · d8 чёрный ферзь · e8 чёрный король · f8 чёрный слон · h8 чёрная ладья · a7 чёрная пешка · b7 чёрная пешка · c7 чёрная пешка · d7 чёрный конь · f7 чёрная пешка · g7 чёрная пешка · h7 чёрная пешка · e6 чёрная пешка · f6 чёрный конь · d5 чёрная пешка · c4 белая пешка · d4 белая пешка · f3 белый конь · g3 белая пешка · a2 белая пешка · b2 белая пешка · e2 белая пешка · f2 белая пешка · g2 белый слон · h2 белая пешка · a1 белая ладья · b1 белый конь · c1 белый слон · d1 белый ферзь · e1 белый король · h1 белая ладья | 4 |
| 3 | a8 чёрная ладья · c8 чёрный слон · d8 чёрный ферзь · e8 чёрный король · f8 чёрный слон · h8 чёрная ладья · a7 чёрная пешка · b7 чёрная пешка · c7 чёрная пешка · d7 чёрный конь · f7 чёрная пешка · g7 чёрная пешка · h7 чёрная пешка · e6 чёрная пешка · f6 чёрный конь · d5 чёрная пешка · c4 белая пешка · d4 белая пешка · f3 белый конь · g3 белая пешка · a2 белая пешка · b2 белая пешка · e2 белая пешка · f2 белая пешка · g2 белый слон · h2 белая пешка · a1 белая ладья · b1 белый конь · c1 белый слон · d1 белый ферзь · e1 белый король · h1 белая ладья | a8 чёрная ладья · c8 чёрный слон · d8 чёрный ферзь · e8 чёрный король · f8 чёрный слон · h8 чёрная ладья · a7 чёрная пешка · b7 чёрная пешка · c7 чёрная пешка · d7 чёрный конь · f7 чёрная пешка · g7 чёрная пешка · h7 чёрная пешка · e6 чёрная пешка · f6 чёрный конь · d5 чёрная пешка · c4 белая пешка · d4 белая пешка · f3 белый конь · g3 белая пешка · a2 белая пешка · b2 белая пешка · e2 белая пешка · f2 белая пешка · g2 белый слон · h2 белая пешка · a1 белая ладья · b1 белый конь · c1 белый слон · d1 белый ферзь · e1 белый король · h1 белая ладья | a8 чёрная ладья · c8 чёрный слон · d8 чёрный ферзь · e8 чёрный король · f8 чёрный слон · h8 чёрная ладья · a7 чёрная пешка · b7 чёрная пешка · c7 чёрная пешка · d7 чёрный конь · f7 чёрная пешка · g7 чёрная пешка · h7 чёрная пешка · e6 чёрная пешка · f6 чёрный конь · d5 чёрная пешка · c4 белая пешка · d4 белая пешка · f3 белый конь · g3 белая пешка · a2 белая пешка · b2 белая пешка · e2 белая пешка · f2 белая пешка · g2 белый слон · h2 белая пешка · a1 белая ладья · b1 белый конь · c1 белый слон · d1 белый ферзь · e1 белый король · h1 белая ладья | a8 чёрная ладья · c8 чёрный слон · d8 чёрный ферзь · e8 чёрный король · f8 чёрный слон · h8 чёрная ладья · a7 чёрная пешка · b7 чёрная пешка · c7 чёрная пешка · d7 чёрный конь · f7 чёрная пешка · g7 чёрная пешка · h7 чёрная пешка · e6 чёрная пешка · f6 чёрный конь · d5 чёрная пешка · c4 белая пешка · d4 белая пешка · f3 белый конь · g3 белая пешка · a2 белая пешка · b2 белая пешка · e2 белая пешка · f2 белая пешка · g2 белый слон · h2 белая пешка · a1 белая ладья · b1 белый конь · c1 белый слон · d1 белый ферзь · e1 белый король · h1 белая ладья | a8 чёрная ладья · c8 чёрный слон · d8 чёрный ферзь · e8 чёрный король · f8 чёрный слон · h8 чёрная ладья · a7 чёрная пешка · b7 чёрная пешка · c7 чёрная пешка · d7 чёрный конь · f7 чёрная пешка · g7 чёрная пешка · h7 чёрная пешка · e6 чёрная пешка · f6 чёрный конь · d5 чёрная пешка · c4 белая пешка · d4 белая пешка · f3 белый конь · g3 белая пешка · a2 белая пешка · b2 белая пешка · e2 белая пешка · f2 белая пешка · g2 белый слон · h2 белая пешка · a1 белая ладья · b1 белый конь · c1 белый слон · d1 белый ферзь · e1 белый король · h1 белая ладья | a8 чёрная ладья · c8 чёрный слон · d8 чёрный ферзь · e8 чёрный король · f8 чёрный слон · h8 чёрная ладья · a7 чёрная пешка · b7 чёрная пешка · c7 чёрная пешка · d7 чёрный конь · f7 чёрная пешка · g7 чёрная пешка · h7 чёрная пешка · e6 чёрная пешка · f6 чёрный конь · d5 чёрная пешка · c4 белая пешка · d4 белая пешка · f3 белый конь · g3 белая пешка · a2 белая пешка · b2 белая пешка · e2 белая пешка · f2 белая пешка · g2 белый слон · h2 белая пешка · a1 белая ладья · b1 белый конь · c1 белый слон · d1 белый ферзь · e1 белый король · h1 белая ладья | a8 чёрная ладья · c8 чёрный слон · d8 чёрный ферзь · e8 чёрный король · f8 чёрный слон · h8 чёрная ладья · a7 чёрная пешка · b7 чёрная пешка · c7 чёрная пешка · d7 чёрный конь · f7 чёрная пешка · g7 чёрная пешка · h7 чёрная пешка · e6 чёрная пешка · f6 чёрный конь · d5 чёрная пешка · c4 белая пешка · d4 белая пешка · f3 белый конь · g3 белая пешка · a2 белая пешка · b2 белая пешка · e2 белая пешка · f2 белая пешка · g2 белый слон · h2 белая пешка · a1 белая ладья · b1 белый конь · c1 белый слон · d1 белый ферзь · e1 белый король · h1 белая ладья | a8 чёрная ладья · c8 чёрный слон · d8 чёрный ферзь · e8 чёрный король · f8 чёрный слон · h8 чёрная ладья · a7 чёрная пешка · b7 чёрная пешка · c7 чёрная пешка · d7 чёрный конь · f7 чёрная пешка · g7 чёрная пешка · h7 чёрная пешка · e6 чёрная пешка · f6 чёрный конь · d5 чёрная пешка · c4 белая пешка · d4 белая пешка · f3 белый конь · g3 белая пешка · a2 белая пешка · b2 белая пешка · e2 белая пешка · f2 белая пешка · g2 белый слон · h2 белая пешка · a1 белая ладья · b1 белый конь · c1 белый слон · d1 белый ферзь · e1 белый король · h1 белая ладья | 3 |
| 2 | a8 чёрная ладья · c8 чёрный слон · d8 чёрный ферзь · e8 чёрный король · f8 чёрный слон · h8 чёрная ладья · a7 чёрная пешка · b7 чёрная пешка · c7 чёрная пешка · d7 чёрный конь · f7 чёрная пешка · g7 чёрная пешка · h7 чёрная пешка · e6 чёрная пешка · f6 чёрный конь · d5 чёрная пешка · c4 белая пешка · d4 белая пешка · f3 белый конь · g3 белая пешка · a2 белая пешка · b2 белая пешка · e2 белая пешка · f2 белая пешка · g2 белый слон · h2 белая пешка · a1 белая ладья · b1 белый конь · c1 белый слон · d1 белый ферзь · e1 белый король · h1 белая ладья | a8 чёрная ладья · c8 чёрный слон · d8 чёрный ферзь · e8 чёрный король · f8 чёрный слон · h8 чёрная ладья · a7 чёрная пешка · b7 чёрная пешка · c7 чёрная пешка · d7 чёрный конь · f7 чёрная пешка · g7 чёрная пешка · h7 чёрная пешка · e6 чёрная пешка · f6 чёрный конь · d5 чёрная пешка · c4 белая пешка · d4 белая пешка · f3 белый конь · g3 белая пешка · a2 белая пешка · b2 белая пешка · e2 белая пешка · f2 белая пешка · g2 белый слон · h2 белая пешка · a1 белая ладья · b1 белый конь · c1 белый слон · d1 белый ферзь · e1 белый король · h1 белая ладья | a8 чёрная ладья · c8 чёрный слон · d8 чёрный ферзь · e8 чёрный король · f8 чёрный слон · h8 чёрная ладья · a7 чёрная пешка · b7 чёрная пешка · c7 чёрная пешка · d7 чёрный конь · f7 чёрная пешка · g7 чёрная пешка · h7 чёрная пешка · e6 чёрная пешка · f6 чёрный конь · d5 чёрная пешка · c4 белая пешка · d4 белая пешка · f3 белый конь · g3 белая пешка · a2 белая пешка · b2 белая пешка · e2 белая пешка · f2 белая пешка · g2 белый слон · h2 белая пешка · a1 белая ладья · b1 белый конь · c1 белый слон · d1 белый ферзь · e1 белый король · h1 белая ладья | a8 чёрная ладья · c8 чёрный слон · d8 чёрный ферзь · e8 чёрный король · f8 чёрный слон · h8 чёрная ладья · a7 чёрная пешка · b7 чёрная пешка · c7 чёрная пешка · d7 чёрный конь · f7 чёрная пешка · g7 чёрная пешка · h7 чёрная пешка · e6 чёрная пешка · f6 чёрный конь · d5 чёрная пешка · c4 белая пешка · d4 белая пешка · f3 белый конь · g3 белая пешка · a2 белая пешка · b2 белая пешка · e2 белая пешка · f2 белая пешка · g2 белый слон · h2 белая пешка · a1 белая ладья · b1 белый конь · c1 белый слон · d1 белый ферзь · e1 белый король · h1 белая ладья | a8 чёрная ладья · c8 чёрный слон · d8 чёрный ферзь · e8 чёрный король · f8 чёрный слон · h8 чёрная ладья · a7 чёрная пешка · b7 чёрная пешка · c7 чёрная пешка · d7 чёрный конь · f7 чёрная пешка · g7 чёрная пешка · h7 чёрная пешка · e6 чёрная пешка · f6 чёрный конь · d5 чёрная пешка · c4 белая пешка · d4 белая пешка · f3 белый конь · g3 белая пешка · a2 белая пешка · b2 белая пешка · e2 белая пешка · f2 белая пешка · g2 белый слон · h2 белая пешка · a1 белая ладья · b1 белый конь · c1 белый слон · d1 белый ферзь · e1 белый король · h1 белая ладья | a8 чёрная ладья · c8 чёрный слон · d8 чёрный ферзь · e8 чёрный король · f8 чёрный слон · h8 чёрная ладья · a7 чёрная пешка · b7 чёрная пешка · c7 чёрная пешка · d7 чёрный конь · f7 чёрная пешка · g7 чёрная пешка · h7 чёрная пешка · e6 чёрная пешка · f6 чёрный конь · d5 чёрная пешка · c4 белая пешка · d4 белая пешка · f3 белый конь · g3 белая пешка · a2 белая пешка · b2 белая пешка · e2 белая пешка · f2 белая пешка · g2 белый слон · h2 белая пешка · a1 белая ладья · b1 белый конь · c1 белый слон · d1 белый ферзь · e1 белый король · h1 белая ладья | a8 чёрная ладья · c8 чёрный слон · d8 чёрный ферзь · e8 чёрный король · f8 чёрный слон · h8 чёрная ладья · a7 чёрная пешка · b7 чёрная пешка · c7 чёрная пешка · d7 чёрный конь · f7 чёрная пешка · g7 чёрная пешка · h7 чёрная пешка · e6 чёрная пешка · f6 чёрный конь · d5 чёрная пешка · c4 белая пешка · d4 белая пешка · f3 белый конь · g3 белая пешка · a2 белая пешка · b2 белая пешка · e2 белая пешка · f2 белая пешка · g2 белый слон · h2 белая пешка · a1 белая ладья · b1 белый конь · c1 белый слон · d1 белый ферзь · e1 белый король · h1 белая ладья | a8 чёрная ладья · c8 чёрный слон · d8 чёрный ферзь · e8 чёрный король · f8 чёрный слон · h8 чёрная ладья · a7 чёрная пешка · b7 чёрная пешка · c7 чёрная пешка · d7 чёрный конь · f7 чёрная пешка · g7 чёрная пешка · h7 чёрная пешка · e6 чёрная пешка · f6 чёрный конь · d5 чёрная пешка · c4 белая пешка · d4 белая пешка · f3 белый конь · g3 белая пешка · a2 белая пешка · b2 белая пешка · e2 белая пешка · f2 белая пешка · g2 белый слон · h2 белая пешка · a1 белая ладья · b1 белый конь · c1 белый слон · d1 белый ферзь · e1 белый король · h1 белая ладья | 2 |
| 1 | a8 чёрная ладья · c8 чёрный слон · d8 чёрный ферзь · e8 чёрный король · f8 чёрный слон · h8 чёрная ладья · a7 чёрная пешка · b7 чёрная пешка · c7 чёрная пешка · d7 чёрный конь · f7 чёрная пешка · g7 чёрная пешка · h7 чёрная пешка · e6 чёрная пешка · f6 чёрный конь · d5 чёрная пешка · c4 белая пешка · d4 белая пешка · f3 белый конь · g3 белая пешка · a2 белая пешка · b2 белая пешка · e2 белая пешка · f2 белая пешка · g2 белый слон · h2 белая пешка · a1 белая ладья · b1 белый конь · c1 белый слон · d1 белый ферзь · e1 белый король · h1 белая ладья | a8 чёрная ладья · c8 чёрный слон · d8 чёрный ферзь · e8 чёрный король · f8 чёрный слон · h8 чёрная ладья · a7 чёрная пешка · b7 чёрная пешка · c7 чёрная пешка · d7 чёрный конь · f7 чёрная пешка · g7 чёрная пешка · h7 чёрная пешка · e6 чёрная пешка · f6 чёрный конь · d5 чёрная пешка · c4 белая пешка · d4 белая пешка · f3 белый конь · g3 белая пешка · a2 белая пешка · b2 белая пешка · e2 белая пешка · f2 белая пешка · g2 белый слон · h2 белая пешка · a1 белая ладья · b1 белый конь · c1 белый слон · d1 белый ферзь · e1 белый король · h1 белая ладья | a8 чёрная ладья · c8 чёрный слон · d8 чёрный ферзь · e8 чёрный король · f8 чёрный слон · h8 чёрная ладья · a7 чёрная пешка · b7 чёрная пешка · c7 чёрная пешка · d7 чёрный конь · f7 чёрная пешка · g7 чёрная пешка · h7 чёрная пешка · e6 чёрная пешка · f6 чёрный конь · d5 чёрная пешка · c4 белая пешка · d4 белая пешка · f3 белый конь · g3 белая пешка · a2 белая пешка · b2 белая пешка · e2 белая пешка · f2 белая пешка · g2 белый слон · h2 белая пешка · a1 белая ладья · b1 белый конь · c1 белый слон · d1 белый ферзь · e1 белый король · h1 белая ладья | a8 чёрная ладья · c8 чёрный слон · d8 чёрный ферзь · e8 чёрный король · f8 чёрный слон · h8 чёрная ладья · a7 чёрная пешка · b7 чёрная пешка · c7 чёрная пешка · d7 чёрный конь · f7 чёрная пешка · g7 чёрная пешка · h7 чёрная пешка · e6 чёрная пешка · f6 чёрный конь · d5 чёрная пешка · c4 белая пешка · d4 белая пешка · f3 белый конь · g3 белая пешка · a2 белая пешка · b2 белая пешка · e2 белая пешка · f2 белая пешка · g2 белый слон · h2 белая пешка · a1 белая ладья · b1 белый конь · c1 белый слон · d1 белый ферзь · e1 белый король · h1 белая ладья | a8 чёрная ладья · c8 чёрный слон · d8 чёрный ферзь · e8 чёрный король · f8 чёрный слон · h8 чёрная ладья · a7 чёрная пешка · b7 чёрная пешка · c7 чёрная пешка · d7 чёрный конь · f7 чёрная пешка · g7 чёрная пешка · h7 чёрная пешка · e6 чёрная пешка · f6 чёрный конь · d5 чёрная пешка · c4 белая пешка · d4 белая пешка · f3 белый конь · g3 белая пешка · a2 белая пешка · b2 белая пешка · e2 белая пешка · f2 белая пешка · g2 белый слон · h2 белая пешка · a1 белая ладья · b1 белый конь · c1 белый слон · d1 белый ферзь · e1 белый король · h1 белая ладья | a8 чёрная ладья · c8 чёрный слон · d8 чёрный ферзь · e8 чёрный король · f8 чёрный слон · h8 чёрная ладья · a7 чёрная пешка · b7 чёрная пешка · c7 чёрная пешка · d7 чёрный конь · f7 чёрная пешка · g7 чёрная пешка · h7 чёрная пешка · e6 чёрная пешка · f6 чёрный конь · d5 чёрная пешка · c4 белая пешка · d4 белая пешка · f3 белый конь · g3 белая пешка · a2 белая пешка · b2 белая пешка · e2 белая пешка · f2 белая пешка · g2 белый слон · h2 белая пешка · a1 белая ладья · b1 белый конь · c1 белый слон · d1 белый ферзь · e1 белый король · h1 белая ладья | a8 чёрная ладья · c8 чёрный слон · d8 чёрный ферзь · e8 чёрный король · f8 чёрный слон · h8 чёрная ладья · a7 чёрная пешка · b7 чёрная пешка · c7 чёрная пешка · d7 чёрный конь · f7 чёрная пешка · g7 чёрная пешка · h7 чёрная пешка · e6 чёрная пешка · f6 чёрный конь · d5 чёрная пешка · c4 белая пешка · d4 белая пешка · f3 белый конь · g3 белая пешка · a2 белая пешка · b2 белая пешка · e2 белая пешка · f2 белая пешка · g2 белый слон · h2 белая пешка · a1 белая ладья · b1 белый конь · c1 белый слон · d1 белый ферзь · e1 белый король · h1 белая ладья | a8 чёрная ладья · c8 чёрный слон · d8 чёрный ферзь · e8 чёрный король · f8 чёрный слон · h8 чёрная ладья · a7 чёрная пешка · b7 чёрная пешка · c7 чёрная пешка · d7 чёрный конь · f7 чёрная пешка · g7 чёрная пешка · h7 чёрная пешка · e6 чёрная пешка · f6 чёрный конь · d5 чёрная пешка · c4 белая пешка · d4 белая пешка · f3 белый конь · g3 белая пешка · a2 белая пешка · b2 белая пешка · e2 белая пешка · f2 белая пешка · g2 белый слон · h2 белая пешка · a1 белая ладья · b1 белый конь · c1 белый слон · d1 белый ферзь · e1 белый король · h1 белая ладья | 1 |
|   | a | b | c | d | e | f | g | h |   |

Фианкетти́рование (фианкетто; итал. fianchetto — уменьш. от fianco — фланг) — фланговое развитие шахматного слона в дебюте.
Идея фианкеттирования заключается в установлении фигурного контроля над центральными полями или фигурного давления на пешечный центр противника.

## История
В конце XIX века фианкетто ввели в турнирную практику Говард Стаунтон и Луи Паульсен, а уже в XX веке фианкетто используется повсеместно. Подобная схема развития применяется во многих дебютах, таких как Королевский гамбит, Защита Святого Георгия, Староиндийская защита, Новоиндийская защита, Каталонское начало и других.
Размен фианкеттированного слона может привести к образованию слабых полей вокруг коневой пешки.

## Виды фианкетто
- Двойное — слоны развиты на обоих флангах.
- Расширенное — в случае движения коневой пешки на два поля вперёд.

В зависимости от фланга:
- Королевское фианкетто — вывод слона на поле g2 у белых или g7 у черных.
- Ферзевое фианкетто — соответственно поля b2 и b7.